# Naqsh-e Jahantorget
Naqsh-e Jahantorget (persiska: ميدان نقش جهان), även kallat Emamtorget (ميدان امام), uppförd med namnet Shahtorget (میدان شاه), är beläget i centrala Esfahan i Iran. Torget, som omges av byggnader från safavidiska eran, är en viktig historisk plats och ett världsarv sedan 1979. 
Naqsh-e Jahantorget uppfördes mellan åren 1598 och 1629 på order av Irans dåvarande kung Shah Abbas den store. Arkitekten bakom verket var Baha od-Din Ameli, mer berömd som Shaikh Bahai. Det var världens största torg före byggnationen av Himmelska Fridens torg i Peking på 1950-talet.
Shahmoskén ligger på torgets södra ände. I väster ligger Ali Qapu-palatset. Shejk Lotfollah-moskén ligger på torgets östra sida och norr om torget ligger Esfahans stora basar. I samband med stora religiösa högtider hålls bönen på torget framför Shahmoskén.
Torget finns avbildat på Irans 20 000 rialssedlarna.

## Shejk Lotfollah-moskén
Shejk Lotfollah-moskén ligger på torgets östra sida. Den uppfördes mellan 1602 och 1619 under Shah Abbas era och ritades av arkitekten Mohammad Reza Esfahani. Han löste problemet med qiblan (böneriktningen mot Kaba i Mekka) genom att skapa en vestibul mellan huvudentrén och resten av byggnaden.
Den inre kupolen är 12 meter i diameter och vilar på murar som är 170 cm tjocka. En av moskéns unika karaktärer är tuppen i mitten av dess kupol. Om man står vid den inre hallens entré och tittar i riktning mot mitten av kupolen, kan man skymta en tupp, vars svans är solstrålarna som kommer in från hålet i taköppningen. Moskén fick sitt namn efter Shejk Lotfollah, en religiös ledare från nuvarande Libanon som var inbjuden till Isfahan och fick särskild uppmärksamhet av de safavidiske kungen.

## Ali Qapupalatset
Ali Qapu ("Höga Porten") är egentligen en paviljong som markerar ingången till det stora kungliga residenskvarteret i safavidernas Isfahan, vilket sträcker sig från torget till Chahar Bagh-allén. 
Palatset uppfördes på uppdrag av Shah Abbas i början av 1600-talet. Den uppfördes här där monarken brukade underhålla nobla gäster och utländska ambassadörer. Shah Abbas, firade för första gången nouruz 1006 AH (1597 e.Kr). Palatset är 48 meter högt och har sex våningar. Det har en stor bred terrass vars tak bärs upp av träkolonner.